# バスカード (栃木県)
本記事のバスカードは、栃木県宇都宮市周辺を発着する路線バスで使用されていた磁気式乗車カード（プリペイドカード）である。制度上は回数乗車券の位置付けにある。

## 概要

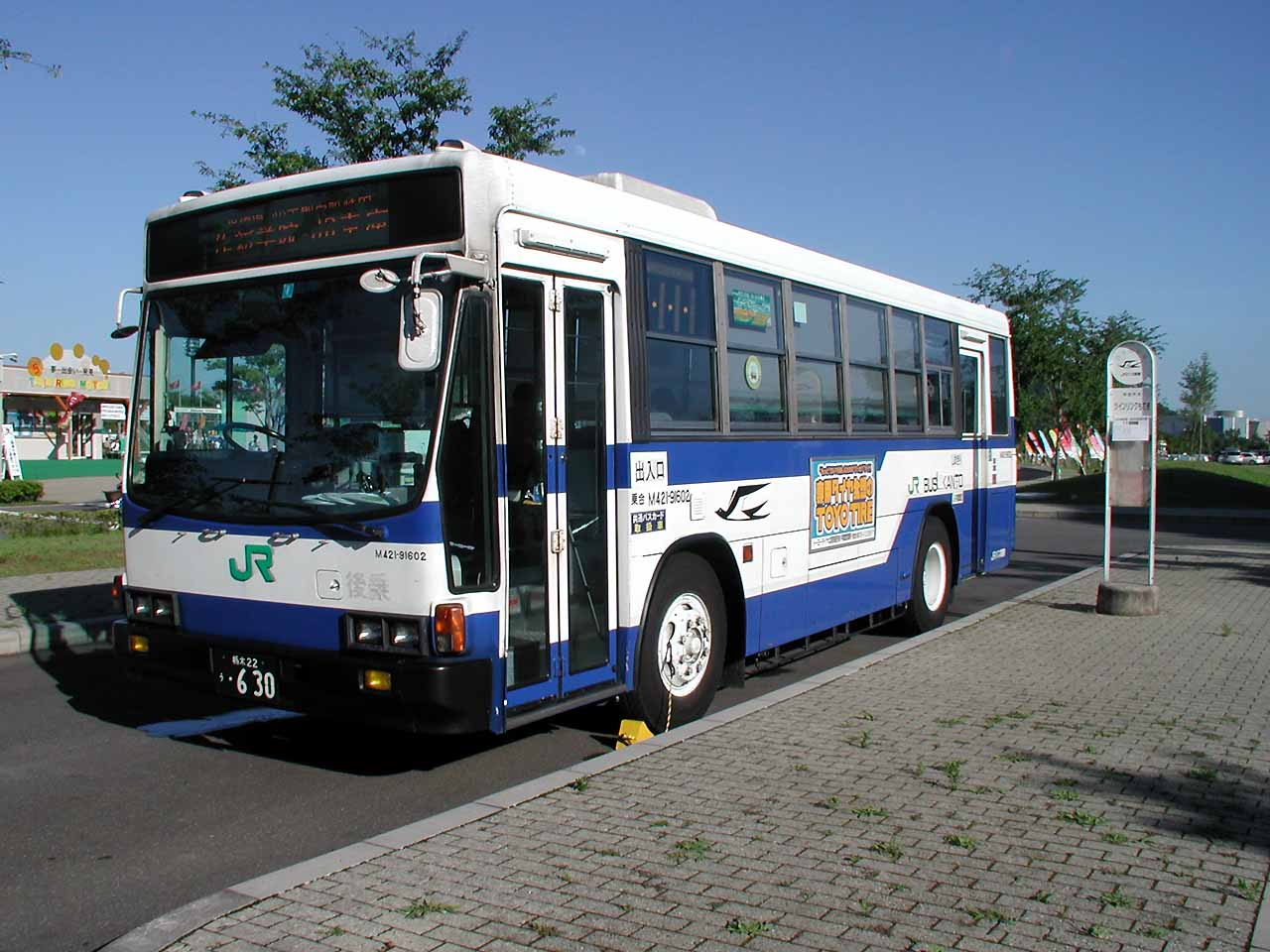
バスカード取扱車表示のあるバス（ジェイアールバス関東）

1993年6月1日に関東自動車がバスカードを導入した。その8年後の2001年10月1日に東野交通（宇都宮・真岡関係）とジェイアールバス関東（宇都宮支店）にも利用範囲を拡大して、共通利用ができるようになった。導入当初から乗降方法が前乗り・前降りであった関東自動車の方式を踏襲したため、1度中（後）乗り・前降りに変更したジェイアールバス関東は、バスカード導入で再び前乗り・前降り（実質1ドア化）に戻している。
また、バスカードの共通化に合わせてそれまで会社ごとに分散していた停留所ポールを1本にまとめたり、1ヶ所で2つある停留所名を1つに統一したり、競合路線におけるクローズドドアシステムを改めるなど、利用者本位の施策を打ち出している。
上記の3社で使用できたことから「三社共通バスカード」の愛称があった。

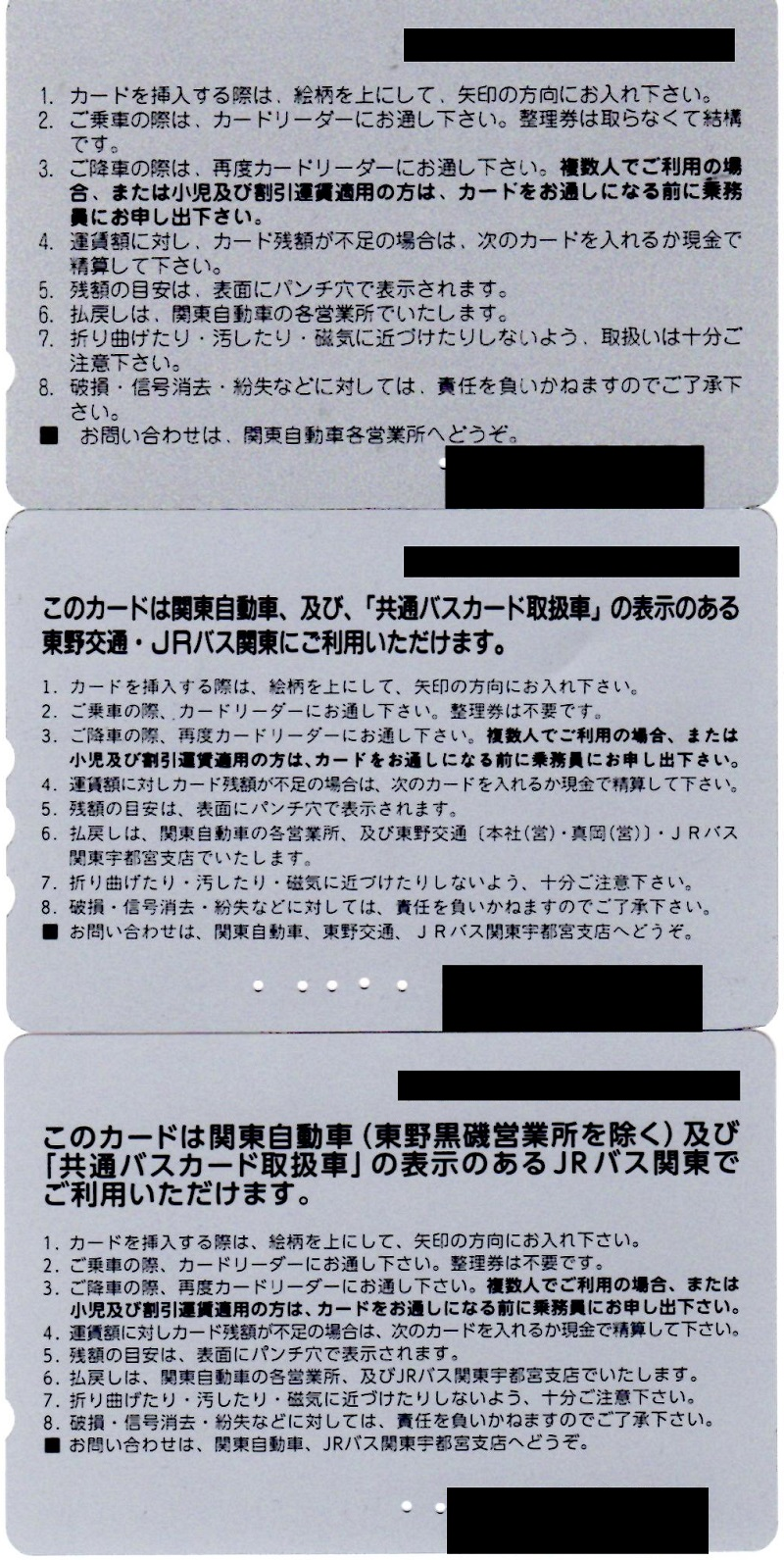
裏面の利用方法説明文。上が関東自動車単独発行時、中央が三社共通発行時、下が関東自動車と東野交通の経営統合後（二社、関東自動車とジェイアールバス関東）、現行カード。

地域連携ICカード「totra」導入に伴う車内機器取替期間のため、バスカードは2020年11月30日で販売を終了し、2021年1月4日をもって利用終了した。利用終了日以降はバス会社窓口にて「残金×販売額÷額面額」を計算したうえで無手数料で払い戻しを行っている。

### 導入事業者・利用可能路線
- 関東自動車
  - 一般路線

旧東野交通の路線のうち、宇都宮・真岡地区の一般路線
コミュニティバス等は基本使用不可だが、ゆうがおバス、鹿沼市民バスのうち古峰原線、日光市営バスのうち下小林線のみ使用可能
- ジェイアールバス関東
  - 宇都宮支店の一般路線

### 種類
- 普通カード
  - 1,100円券（発売額1,000円）
  - 3,370円券（発売額3,000円）
  - 5,700円券（発売額5,000円）
- 昼間カード 3,800円券（発売額3,000円） - 9時30分〜15時30分に乗車する場合に利用可能。降車時刻は15時30分を過ぎても良い。
- バス利用デーカード 1,400円券（発売額1,000円） - 毎月1日と15日のみ有効
- いきいき70（発売額1,000円） - 5,000円分利用可能。購入および利用は宇都宮市内在住で70歳以上に限定される。2020年4月から10,000円分へ増額となったが、2020年10月31日をもって交付終了[2]。
- 200円券（イベント等で配布）

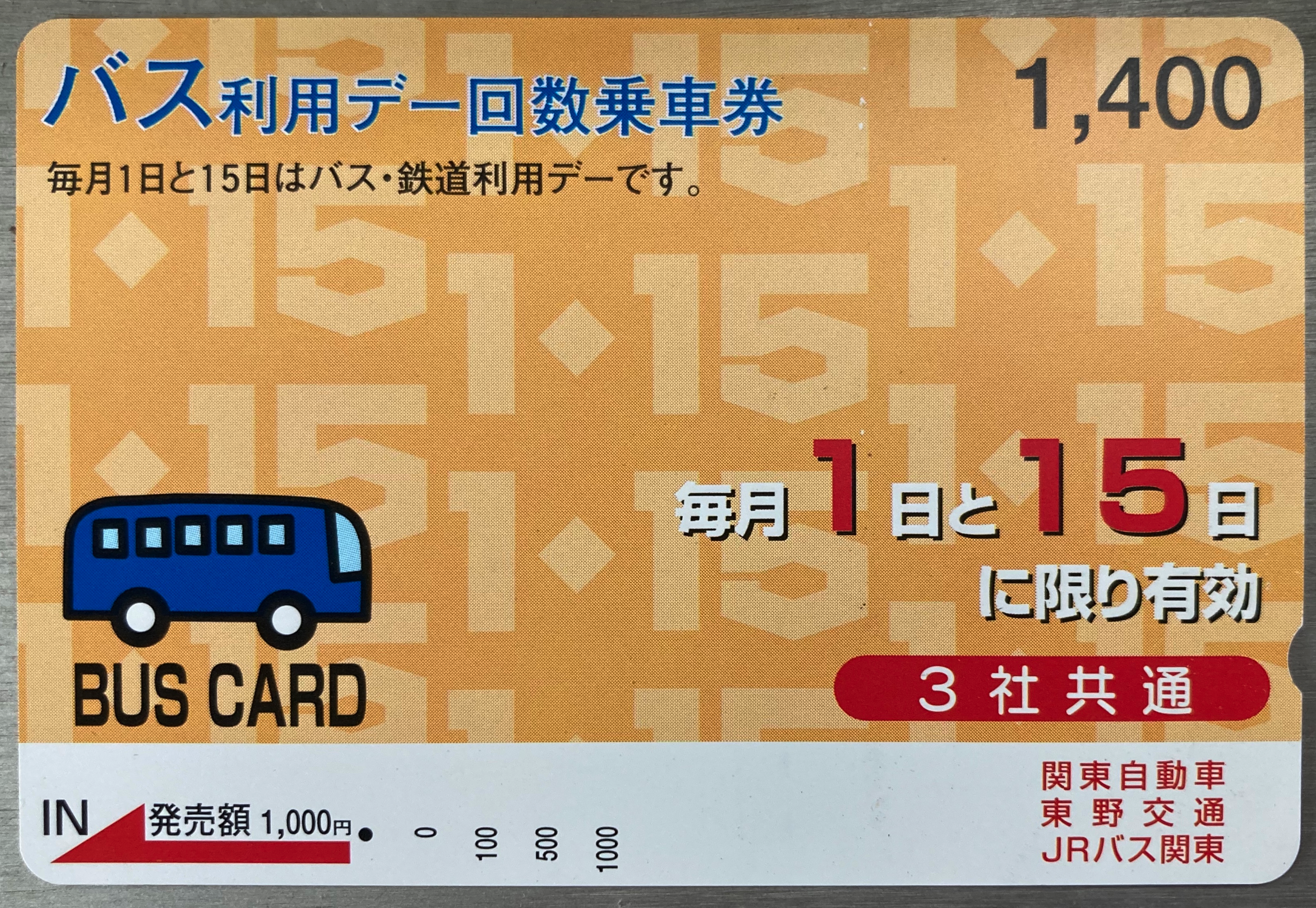
バス利用デーカード1,400円券

図柄は共通デザインのほか、公共施設の開設記念的な図柄も存在した。
関東自動車単独で発売していたカードも3社で利用可能である。JRバス関東および東野交通個別の図柄はない。

### 発売場所
- 普通カードおよび昼間カード、バス利用デーカード
  - 関東自動車の営業所（エリア外の営業所を除く）と定期券販売センター、JRバス関東宇都宮支店
- 普通カードのみ
  - 乗車時などに運転士（但し、JRバス関東のみ昼間カード、バス利用デーカードについても購入することが可能である。）からも購入ことが可能（売り切れの可能性もある）
  - 利用可能エリア内のコンビニエンスストアの一部店舗のほか、宇都宮市役所および栃木県庁の生協売店でも販売している。
- いきいき70
  - 宇都宮市役所および同市各地区市民センター

### 使用方法
- 乗車時にカードリーダー（前乗前降方式のため運賃箱上にある乗降一体型のもの）にカードを通し、降車時にカードリーダーにカードを通すと運賃が差し引かれる。
- 複数人での使用や小人運賃適用者、割引運賃適用、或いは乗車時にカード挿入を忘れた場合は、降車時に通す前に運転士に申告する必要がある。
- カード残額が足りなければ、別のカードを通すか、残りは現金で精算する事ができる。

## 参考資料
- 定期券･バスカード－関東自動車株式会社 - 関東自動車
- バスカード・乗車賃割引制度｜宇都宮市公式Webサイト